# Чемпіонат Європи з мініфутболу
Чемпіонат Європи з мініфутболу — міжнародні змагання з мініфутболу. Проводяться з 2015 року з періодичністю один раз на 2 роки під егідою Всесвітню федерацію мініфутболу.
Україну на іграх представляє Федерація мініфутболу України та Збірна України з мініфутболу.

## Список чемпіонатів
| № | Рік  | Місто проведення | Країна проведення | Переможець |
| - | ---- | ---------------- | ----------------- | ---------- |
| 7 | 2016 | Секешфегервар    | Угорщина          | Казахстан  |
| 8 | 2017 | Брно             | Чехія             | Росія      |
| 9 | 2018 | Київ             | Україна           | Чехія      |